# Єлисєєв Олексій Станіславович
Олексій Станіславович Єлисєєв (*13 липня 1934, м. Жиздра, нині Калузької області Росії) — льотчик-космонавт СРСР, загін ОКБ-1, набір 1966 року. Здійснив три польоти загальною тривалістю 8 діб 22 години 22 хвилини 33 секунди; один вихід у відкритий космос тривалістю 37 хвилин. Депутат Верховної Ради СРСР 11-го скликання. Народний депутат СРСР (1989—1991).

## Життєпис
Народився 13 липня 1934 року в місті Жиздра Калузької області РРФСР.
1950 року змінив прізвище батька (Курайтіс) на прізвище матері (Єлисєєв).

## Освіта і наукові звання
1943 року закінчив два класи школи в місті Боровоє Кокчетавської області, 1946 року закінчив три класи в 4ій залізничній школі села Немчиновка Московської області.
1951 року закінчив середню школу № 167 міста Москва.
1957 року закінчив МВТУ ім. М. Е. Баумана, отримав диплом інженера-механіка.
1962 року закінчив аспірантуру Московського фізико-технічного інституту (МФТІ).
15 грудня 1967 року захистив дисертацію в Центральному конструкторському бюро експериментального машинобудування (ЦКБЕМ) і отримав ступінь кандидата технічних наук.
16 лютого 1973 року після захисту дисертації отримав ступінь доктора технічних наук.

## Професійна діяльність
З 18 березня 1957 по 5 січня 1960 року працював інженером лабораторії № 6 НДІ-1 МАП. Звільнився у зв'язку з зарахуванням на очну аспірантуру МФТІ.
З 1 червня 1962 року працював старшим техніком (3 робочі дні на тиждень) 27-го відділу ОКБ-1. З 1 лютого 1963 року працював старшим інженером в тому ж відділі. Займався прикладною механікою і автоматичним регулюванням, проектуванням систем управління кораблів «Восток-3А» (3КА), «Восход-3В» (3КВ), «Союз» 7К-ОК (11Ф615) і 7К-Л1 (11Ф91) — корабель для обльоту Місяця.
Залишивши загін космонавтів з 19 грудня 1985 року працював заступником генерального конструктора НВО «Енергія».
З 2 січня 1986 року працював ректором МВТУ ім. М. Е. Баумана.
З 22 жовтня 1991 по 31 січня 1996 року працював керівником проектів у ТОВ «IBM СРСР» (перейменовано в IBM Східна Європа/Азія).
З 3 січня 1997 року працював президентом АТЗТ «Фесто» (Festo).
Нині очолює фонд підтримки освіти в російському відділенні «Фесто» і керує одним з підрозділів Московського енергетичного інституту (МЕІ).

## Служба в загоні космонавтів
23 травня 1966 року зарахований в 731-й відділ ЦКБЕМ начальником групи кандидатів у космонавти-випробувачі. З 30 грудня 1966 року — космонавт-випробувач.
27 травня 1968 року наказом MOM № 163 зарахований в загін космонавтів ЦКБЕМ. В розвиток цього наказу 1 липня 1968 року наказом головного конструктора ЦКБЕМ В. П. Мішина призначений на посаду космонавта-випробувача 731-го відділу (зі звільненням з посади начальника групи) ЦКБЕМ. З 23 серпня 1968 року — старший науковий співробітник, з 29 квітня 1969 по 18 листопада 1970 року — начальник сектору, заступник начальника 731-го відділу.
З 11 жовтня 1973 року виконував обов'язки керівника комплексу № 07. З 14 червня 1974 року працював заступником генерального конструктора — керівником комплексу № 11. Керував польотами всіх пілотованих кораблів СРСР цього періоду.
19 грудня 1985 року відрахований з загону у зв'язку з переходом на іншу роботу.

## Космічна підготовка
В кінці 1962 року проходив медичне обстеження в Центральному військовому науково-дослідницькому авіаційному госпіталі (ЦВНДАГ) в ініціативному порядку. Через конфлікт з Корольовим виписаний з госпіталю після двох етапів обстеження без видачі висновку про придатність до спецтренувань.
Попри це, 1963 року проходив спеціальні види підготовки в загоні ВПС разом з вісімнадцятьма відібраними військовими льотчиками другого набору.
В липні 1965 року пройшов медичне обстеження в ІМБП як учасник першого набору космонавтів в загін ОКБ-1 (нині РКК «Енергія») і був одним з 12 інженерів, які пройшли всі етапи відбору.
Навесні 1966 року, після видання наказу № 25 по ЦКБЕМ про формування в льотно-випробувальному відділі № 90 групи підготовки інженерів-випробувачів, був направлений на повторне обстеження в ІМБП, яке знову пройшов успішно. 23 травня 1966 року пройшов мандатну комісію в ЦКБЕМ і наказом В. П. Мішина № 43 включений до першої групи кандидатів у космонавти-випробувачі ЦКБЕМ.
З травня по серпень 1966 року проходив підготовку в профілакторії ЦКБЕМ, де здійснював парашутні стрибки і польоти на невагомість в льотно-дослідницькому інституті в Жуковському на літаючій лабораторії Ту-104, проходив випробування в барокамері. В період з 15 по 25 серпня 1966 року брав участь у водних тренуваннях на Чорному морі на макеті спускового апарата корабля «Союз».
З вересня 1966 по квітень 1967 року проходив безпосередню підготовку до польоту бортінженером першого екіпажу пасивного КК «Союз» за програмою «Стикування» разом з В.Биковським і Є.Хруновим. Політ КК «Союз-2» скасували перед стартом через неполадки на борту «Союза-1», з яким він мав зістикуватись.
З червня 1967 по грудень 1968 року проходив безпосередню підготовку до польоту бортінженером першого екіпажу КК «Союз» за програмою «Стикування» разом з В.Биковським і Є.Хруновим. В лютому 1968 року В.Биковського замінив Б.Волинов, в серпні 1968 року його замінив Г.Шонін, а в листопаді 1968 року останнього знову замінив Б.Волинов. 1968 року виїжджав у відрядження в Сомалі для вивчення південної півкулі неба.
- Перший політ. Тривалість: 1 доба 23 години 45 хвилин 50 секунд. Позивні: «Байкал-2» на старті і «Амур-2» при посадці.

З 15 по 17 січня 1969 року бортінженером КК «Союз-5» (старт разом з Б.Волиновым і Є.Хруновим) і КК «Союз-4» (посадка разом з В.Шаталовим і Є.Хруновим). Під час польоту вперше у світі зістиковано двоє пілотованих кораблів, екіпаж перейшов з одного КК в інший через відкритий космос: 16.01.1969 — тривалістю 37 хвилин.
З 8 серпня по 17 вересня 1969 року прискорено готувався до космічного польоту бортінженером пасивного корабля другого (дублерного) екіпажу КК «Союз-6» і «Союз-8» (разом з В.Шаталовим), і КК «Союз-7» (разом з В.Шаталовим і П.Колодіним). 18 вересня 1969 року екіпаж В.Шаталов — О.Єлисеєв призначений основним для польоту на КК «Союз-8» і дублерним для КК «Союз-6» і «Союз-7».
- Другий політ. Тривалість: 4 доби 22 години 50 хвилин 49 секунд. Позивний: «Граніт-2».

З 13 по 18 жовтня 1969 року бортінженером КК «Союз-8» (разом з В.Шаталовим) за програмою групового польоту трьох кораблів.
Через відмову системи зближення і стикування «Ігла» на КК «Союз-7», не вдалось зістикувати КК «Союз-8» і «Союз-7».
З 18 вересня 1970 по квітень 1971 року проходив безпосередню підготовку бортінженером першого екіпажу для польоту за програмою першої експедиції на ДОС-1 «Салют», разом з Г.Шоніним і М.Рукавишніковим (12 лютого 1971 року Г.Шоніна замінив В.Шаталов)
- Третій політ. Тривалість: 1 доба 23 години 45 хвилин 54 секунди. Позивний: «Граніт-2».

З 23 по 25 квітня 1971 року бортінженером КК «Союз-10» (разом з В.Шаталовим і М.Рукавишніковим). Здійснено перше у світі стикування корабля з орбітальною станцією («Салют»). Однак через несправність стикувального вузла корабля не вдалось повністю стягнути апарати і забезпечити герметичність стику. Скасовано перехід на ОС «Салют» і достроково припинено політ.

## Громадсько-політична діяльність
Депутат Верховної Ради СРСР 11-го скликання.
Делегат XXIV—XXVII з'їздів КПРС.
Народний депутат СРСР 1989—1991 років. З 10 січня 1991 року керував депутатською групою по зв'язкам з регіональними міжпарламентськими організаціями Європи Верховної Ради СРСР.

## Почесні звання
- Двічі Герой Радянського Союзу (22.01.1969, 22.10.1969)
- Герой Народної Республіки Болгарії
- Герой Німецької Демократичної Республіки
- Льотчик-космонавт СРСР (22.01.1969).
- Почесний громадянин Калуги (Росія), Дніпропетровська (Україна), Старої Загори[3] і Ловеча (Болгарія).

## Публікації
Автор і співавтор багатьох публікацій в різних журналах, має 5 винаходів.
Автор книги «Життя — крапля в морі» («Жизнь — капля в море», М: Видавничий дім «Авіація і космонавтика», 1998).

## Класність
Космонавт-інструктор 3-го класу (26.06.1969).
Космонавт-інструктор, космонавт-випробувач 2-го класу (04.12.1969).
Інструктор космонавт-випробувач 1-го класу
(14.06.1971).

## Спортивні досягнення
Майстер спорту СРСР з фехтування.

## Нагороди
Дві медалі «Золота Зірка» Героя Радянського Союзу (22.01.1969, 22.10.1969), чотири ордени Леніна (22.01.1969, 22.10.1969, 1971, 15.01.1976), медаль «За доблесну працю. В ознаменування 100-річчя від дня народження В. І. Леніна» (1970). Лауреат Державної премії СРСР (3 листопада 1980).
«Золота Зірка» Героя НДР, медаль «Золота Зірка» Героя НРБ і орден Георгія Димитрова.

## Сімейний стан
Батько — Курайтіс Станіслав Адамович, (1905 — 1978). 1935 року засуджений як «ворог народу» на 5 років за антирадянську агітацію. До сім'ї не повернувся. Працював начальником лабораторії ЦНДІ шкіряно-взуттєвої промисловості міста Москва.
Мати — Єлисєєва Валентина Іванівна, народилась 23.02.1909, завідувач лабораторії Інституту фізичної хімії АН СРСР, доктор технічних наук, професор, заслужений винахідник Росії. На пенсії.
Вітчим — Атовмян Вагинак Єфремович, (1898 — 1959), працював головним інженером шкіряного заводу ім. Серьогіна, в місті Сетунь Московської області.
Брат по матері — Атовмян Арташес Вагинакович, (17.04.1944 — 09.07.1989) інженер ЦКБ «Луч», потім працював у Інституті космічних досліджень АН СРСР.
Дружина (колишня, розлучились 1966 року) — Шпаликова Валентина Павлівна, народилась 23.05.1935, старший інженер ЦНДІ автоматики і гідравліки.
Донька — Єлисеєва Олена Олексіївна, народилась 09.03.1960, художник-постановник кіностудії, викладає художню композицію у ВГІКу і одночасно англійську мову в початковій школі.
Дружина — Комарова Лариса Іванівна, народилась 12.07.1934, начальник сектору НВО «Енергія».

## Захоплення
В студентські роки захопився фехтуванням.
Захоплюється живописом, зібрав колекцію репродукцій.